# 樽見線
樽見線（日语：／ Tarumi sen */?）是一條連結日本岐阜縣大垣市的大垣站至岐阜縣本巢市的樽見站，屬於樽見鐵道的鐵路線。

## 歷史
樽見線於日本舊《鐵道敷設法》中原為由大垣經福井縣大野連接至石川縣金澤鐵道路線的一部分，其中大垣至神海（國鐵時代的「美濃神海站」）區間由日本國鐵所建設，於1958年開通營業；神海至樽見區間則由日本鐵道建設公團於1970年接手建設。1980年，日本國鐵由於財政狀況嚴峻，樽見線被指定為第一次特定地方交通線，面臨廢線命運、建設也一度凍結；但因至樽見站的路線已經完成七成，故由大垣西濃鉄道、住友水泥與地方自治團體出資成立樽見鐵道，於轉換為第三部門鐵道以後接手建設，並於1989年通車。:16:35–43
大阪住友水泥岐阜工廠曾利用本線運輸，行駛大垣至本巢間、以及本巢站至工廠的專線。1990年樽見線的貨運量約為54萬噸，2002年減至約17萬噸，水泥運輸約佔樽見線營業收入的40%。但2004年大阪住友水泥宣布在2005年底停止使用鐵路運輸，水泥運輸貨運列車並於2006年3月28日終止。因應停止貨運造成的營收衝擊，樽見鐵道除加強推廣沿線地區觀光（揖斐川町谷汲地區、本巢市樽見地區）外，並將無人站以「市民站長」的方式委託，降低成本。

## 運行形態
根據2020年12月13日修訂的時刻表，每小時大約有1至2趟列車運行。大多數列車運行區間為大垣站至樽見站（共11個來回，日間列車間隔為 90 分鐘），部分列車運行區間於大垣站-本巢站，早上第一班車運行於本巢站-樽見站之間，另有兩班列車運行區間為大垣站至神海站。晚上從樽見站到本巢站的末班車是快車，中途只停靠神海站。 （页面存档备份，存于）
所有列車都是使用柴油客車行駛，但以前大垣－本巢區間曾經開行過以柴油機車牽引客車的通勤列車。也曾在假日開行快速列車。
本巢市根尾的「淡墨櫻」在櫻花季人潮眾多。此外，路線在大垣至織部之間為田野景色，織部至樽見之間在山間沿根尾川河谷行走，在春季櫻花盛開，夏季青山綠水、秋天有紅葉，冬天是雪景。為此，有特別列車可以欣賞風景。
以機車牽引的旅客列車停駛後，所有列車基本上都是單人操作，但有兩節車的編組列車上，由於車廂之間分隔，車掌會在後面的車廂。乘客搭車時，即使是在有人站，也是將車資放入車內的收費箱（在大垣站，會有付款證明），在前門下車。但在櫻花季旅客眾多，部分車站可從後門下車，在臨時剪票口繳費。

## 路線資料
- 路線距離（營業距離）：34.5公里[3]:3
- 軌距：1067毫米[3]:3
- 站數：19個（包括起終點站）[3]:3
- 複線路段：沒有（全線單線）
- 電氣化路段：沒有（全線非電氣化（日语：非電化））
- 閉塞方式：特殊自動閉塞式（ATS-S・ST）
- 可交會車站：東大垣、北方真桑、本巢、神海
- 主要橋樑
  - 揖斐川：揖斐川橋樑（日语：揖斐川橋梁 (樽見鉄道樽見線)）
  - 根尾川（日语：根尾川）：第一根尾川橋樑（日语：第一根尾川橋梁）等10個

## 車站列表
- 所有車站都位於岐阜縣。
- *是在轉換時（後）設置的新站。括號內是國鐵時代的站名。

| 車站編號 | 中文站名              | 日文站名 | 英文站名 | 站間距離 | 營業距離 | 國鐵時代的 營業距離 | 接續路線                                   | 所在地         |
| -------- | --------------------- | -------- | -------- | -------- | -------- | ------------------- | ------------------------------------------ | -------------- |
| TR01     | 大垣                  |          |          | -        | 0.0      | 0.0                 | 東海旅客鐵道： 東海道本線 養老鐵道：養老線 | 大垣市         |
| TR02     | 東大垣                |          |          | 2.7      | 2.7      | 2.8                 |                                            | 大垣市         |
| TR03     | 橫屋                  |          |          | 1.8      | 4.5      | 4.7                 |                                            | 瑞穗市         |
| TR04     | 十九條                |          |          | 1.0      | 5.5      | 5.7                 |                                            | 瑞穗市         |
| TR05     | 美江寺                |          |          | 2.0      | 7.5      | 7.6                 |                                            | 瑞穗市         |
| TR06     | 北方真桑 （本巢北方） |          |          | 3.3      | 10.8     | 10.9                |                                            | 本巢市         |
| TR07     | *Morera岐阜           |          |          | 1.7      | 12.5     | -                   |                                            | 本巢市         |
| TR08     | 糸貫                  |          |          | 0.9      | 13.4     | 13.6                |                                            | 本巢市         |
| TR09     | 本巢 （美濃本巢）     |          |          | 2.8      | 16.2     | 16.3                |                                            | 本巢市         |
| TR10     | *織部                 |          |          | 1.3      | 17.5     | -                   |                                            | 本巢市         |
| TR11     | 木知原                |          |          | 2.7      | 20.2     | 20.4                |                                            | 本巢市         |
| TR12     | 谷汲口                |          |          | 1.4      | 21.6     | 21.7                |                                            | 揖斐郡揖斐川町 |
| TR13     | 神海 （美濃神海）     |          |          | 2.0      | 23.6     | 24.0                |                                            | 本巢市         |
| TR14     | *高科                 |          |          | 1.6      | 25.2     | -                   |                                            | 揖斐郡揖斐川町 |
| TR15     | *鍋原                 |          |          | 1.2      | 26.4     | -                   |                                            | 本巢市         |
| TR16     | *日當                 |          |          | 1.9      | 28.3     | -                   |                                            | 本巢市         |
| TR17     | *高尾                 |          |          | 2.2      | 30.5     | -                   |                                            | 本巢市         |
| TR18     | *水鳥                 |          |          | 2.0      | 32.5     | -                   |                                            | 本巢市         |
| TR19     | *樽見                 |          |          | 2.0      | 34.5     | -                   |                                            | 本巢市         |

## 外部連結
- 樽見鐵道官方網站 （页面存档备份，存于）